# Matouš Trmal
Matouš Trmal (* 2. října 1998 Tasovice) je český profesionální fotbalový brankář, který chytá za český klub FK Teplice. Je také bývalým českým mládežnickým reprezentantem.

## Klubová kariéra
Trmal se narodil v obci Tasovice a fotbal začal hrát v místním klubu TJ Sokol Tasovice. V roce 2009 se dostal do akademie 1. SC Znojmo FK, odkud se v roce 2016 přesunul do akademie Slovácka.

### 1. FC Slovácko
Trmal začal svou profesionální kariéru v uherskohradišťském klubu 1. FC Slovácko, v jehož dresu debutoval 5. září 2018, když nastoupil do zápasu druhého kola MOL Cupu proti Sokolu Tasovice, ve kterém fotbalově vyrůstal. Zápas skončil výhrou Slovácka 5:2. Svého ligového debutu se Trmal dočkal 28. října 2018, když se objevil v základní sestavě zápasu proti Viktorii Plzeň. V průběhu sezóny již do branky nikoho nepustil a ve své premiérové sezóně odchytal 23 ligových duelů, ve kterých udržel 9 čistých kont.
Pozici brankářské jedničky si udržel i v průběhu sezóny 2019/20, když nastoupil do 27 zápasů a udržel 13 čistých kont.

### Vitória Guimarães
V červenci 2020 přestoupil Trmal do portugalského prvoligového klubu Vitória Guimarães za částku okolo 1,2 milionu euro. V novém angažmá debutoval 16. prosince 2020, když nastoupil do čtvrtfinále Taça da Liga proti lisabonské Benfice. Zápas skončil nerozhodně 1:1 a v prodloužení branka nepadla. V penaltovém rozstřelu Trmal nechytil žádnou penaltu a poté, co se dvakrát netrefili jeho spoluhráči, se z postupu radovala Benfica. V portugalské nejvyšší soutěži Trmal debutoval 31. ledna 2021, když v zápase proti Marítimu udržel čisté konto a pomohl klubu k výhře 1:0. Trmal nastoupil i do následujícího ligového střetnutí a v zápase proti Benfice opět neinkasoval, zajistil týmu bod za bezbrankovou remízu a byl vyhlášen hráčem zápasu. Ve své premiérové sezoně v zahraničí odehrál 4 soutěžní utkání a udržel 2 čistá konta.
Sezónu 2021/22 zahájil Trmal jako klubová brankářská jednička a tuto pozici si udržel až do 8. kola soutěže, ve kterém dostal přednost portugalský reprezentační brankář Bruno Varela. Dohromady v sezoně 2021/22 nastoupil do 11 soutěžních utkání a udržel 5 čistých kont.

#### CS Marítimo (hostování)
Trmal plnil roli dvojky ve Vitórii a v létě 2022 se rozhodl změnit dres, na hostování si ho vypůjčilo konkurenční Marítimo. Součástí dohody byla i opce na trvalý přestup za jeden milion eur. V průběhu podzimní části sezony nastoupil do 8 soutěžních utkání a udržel 2 čistá konta. Následně ale vypadl ze sestavy a v jarní části sezony neodehrál žádné utkání.

### Mladá Boleslav
V létě 2023 se Trmal vrátil zpátky do Česka a přestoupil do Mladé Boleslavi. Svůj debut si odbyl 23. července 2023, kdy svým výkonem pomohl k výhře 3:1 nad Jabloncem. Trmal se ihned po svém příchodu stal brankářskou jedničkou, ve své první sezoně odehrál v dresu Mladé Boleslavi 25 ligových utkání a dvěma čistými konty pomohl klubu k postupu do pohárové Evropy.
O své místo v základní sestavě Trmal nepřišel ani na začátku sezony 2024/25. Svými výkony pomohl Mladé Boleslavi k postupu přes tři předkola do ligové fáze Konferenční ligy, v níž odchytal všech šest utkání. Po příchodu Aleše Mandouse během zimní přestávky přišel Trmal o své místo brankářské jedničky a v únoru 2025 požádal klub o uvolnění na hostování. Dohromady v dresu Mladé Boleslavi odehrál ve své druhé sezóně 32 soutěžních utkání a udržel 11 čistých kont.

### Teplice
V únoru 2025 odešel Trmal na půlroční hostování do prvoligových Teplic. Svůj debut si odbyl 1. března, kdy čistým kontem pomohl k výhře 2:0 nad Pardubicemi. Trmal se stal ihned brankářskou jedničkou, v jarní části sezony odehrál 11 utkání, v nichž udržel 7 čistých kont a pomohl Teplicím k záchraně v nejvyšší soutěži.
V létě 2025 přestoupil Trmal do Teplic natrvalo.

## Reprezentační kariéra
Trmal je bývalým českým mládežnickým reprezentantem. V reprezentaci do 21 let debutoval 25. března 2019 při výhře 4:0 nad Mexikem.

## Statistiky

### Klubové
K 17. květnu 2022
| Klub     | Sezóna  | Liga          | Liga   | Liga | Národní pohár | Národní pohár | Ligový pohár | Ligový pohár | Celkem | Celkem |
| Klub     | Sezóna  | Liga          | Zápasy | Góly | Zápasy        | Góly          | Zápasy       | Góly         | Zápasy | Góly   |
| -------- | ------- | ------------- | ------ | ---- | ------------- | ------------- | ------------ | ------------ | ------ | ------ |
| Slovácko | 2018/19 | Fortuna:Liga  | 23     | 0    | 3             | 0             | —            | —            | 26     | 0      |
| Slovácko | 2019/20 | Fortuna:Liga  | 27     | 0    | 2             | 0             | —            | —            | 29     | 0      |
| Slovácko | Celkem  | Celkem        | 50     | 0    | 5             | 0             | 0            | 0            | 55     | 0      |
| Vitória  | 2020/21 | Primeira Liga | 3      | 0    | 0             | 0             | 1            | 0            | 4      | 0      |
| Vitória  | 2021/22 | Primeira Liga | 9      | 0    | 0             | 0             | 2            | 0            | 11     | 0      |
| Vitória  | Celkem  | Celkem        | 12     | 0    | 0             | 0             | 3            | 0            | 15     | 0      |
| Celkem   | Celkem  | Celkem        | 62     | 0    | 5             | 0             | 3            | 0            | 70     | 0      |